# Логан (окръг, Канзас)
Окръг Логан (на английски: Logan County) е окръг в щата Канзас, Съединени американски щати. Площта му е 2779 km², а населението - 2794 души. Административен център е град Оукли.